# Sasa magnifica
Sasa magnifica là một loài thực vật có hoa trong họ Hòa thảo. Loài này được (Nakai) Sad.Suzuki miêu tả khoa học đầu tiên năm 1977.